# أبيل جيلي
أبيل جيلي (بالإيطالية: Abel Gigli)‏ (16 أغسطس 1990 ببوستو أرسيتسيو في إيطاليا - ) هو لاعب كرة قدم إيطالي في مركز الدفاع. لعب مع نادي بارما ونادي غوريتسا ونادي ماريبور ونادي كييتي كالسيو الرياضي ونادي فياريجو وAtletico Roma FC ‏ وSS Racing Club Fondi ‏.

## روابط خارجية
- أبيل جيلي على موقع قاعدة بيانات كرة القدم.إي يو (الإنجليزية)
- أبيل جيلي على موقع ناشيونال فوتبول تيمز (الإنجليزية)
- أبيل جيلي على موقع Soccerway.com (الإنجليزية)
- أبيل جيلي على موقع AS.com (الإسبانية)